# Raşit Öztaş
Raşit Öztaş (ur. w 1920) – turecki lekkoatleta, olimpijczyk.
Uczestnik igrzysk olimpijskich w Londynie (1948). W biegu na 100 metrów odpadł w eliminacjach, podobnie jak na 200 metrów. Sztafeta 4 × 100 metrów w składzie: Kemal Aksur, Erdal Barkay, Raşit Öztaş i Ruhi Sarıalp, również odpadła w eliminacjach. 
W 1948 roku biegł w sztafecie 4 × 100 metrów, która pobiła rekord Turcji (43,3 s).
Rekordy życiowe: 100 m – 10,8 s (1948), 200 m – 22,3 s (1949).